# Селуин, Лэйн
 Лэйн Тина Селуин  (англ. Laine Tina Selwyn; род. 16 мая 1981 года, Корал-Спрингс, округ Брауард, Флорида, США) — американо-израильская профессиональная баскетболистка, которая выступала в амплуа разыгрывающего защитника. Участница трёх чемпионатов Европы в составе национальной сборной Израиля. Обладатель кубка Европы, 6-кратный чемпион Израиля. Первая израильтянка, которая выступала в чемпионате России.

## Биография
Лэйн Селуин начинала баскетбольную карьеру с игр за школьную команду из Корал-Спрингса, где 3 года признавалась «MVP». Затем она выступает за Питтсбургский университет, в котором за 4 сезона набирает 1 344 очка. Лэйн является единственной баскетболисткой, за всю историю команды «Питтсбург Пантерс», сумевшей набрать более 1 000 очков, 400 подборов и 400 передач.
После окончания обучения Селуин уехала в Израиль, где продолжила профессиональную карьеру баскетболистки.
Приняв израильское гражданство, 7 сентября 2004 года в матче со сборной Бельгии (квалификация к чемпионату Европы — 2005), состоялся «дебют» за национальную команду Израиля. В этом же году она переходит в клуб «Анда», с которым в конце сезона выигрывает «серебряные» медали. Затем она переезжает в Турцию, где её вновь ждёт «серебро» местного чемпионата. Отыграв один сезон за стамбульский «Бешикташ» Лэйн возвращается в Израиль.
С 2006 по 2008 год Селуин становится двукратной чемпионкой Израиля, в составе сборной участвует в финальном турнире европейского первенства в Италии. Весной 2008 года получает приглашение в тренировочный лагерь команды ВНБА «Индиана Фивер». Но, не выдержав конкуренции, Лэйн начинает сезон 2008/09 в России, подписывая контракт с московским «Динамо». Здесь она долго не продержалась, отыграв за москвичек 20 игр (9 в чемпионате, 3 в кубке России и 8 в кубке Европы), баскетболистка в декабре 2008 года покидает команду и вновь возвращается в израильский чемпионат.
В Израиле её ждёт успех: 3 «золотые» медали чемпионата, двукратная обладательница национального кубка и несомненный триумф израильских команд — победа в кубке Европы. В последнем финальном победном матче еврокубка, в гостях у французского «Арраса», Лэйн выдала потрясающую игру, за 34 минуты на площадке она набрала 15 очков (лучшая в команде), сделала 6 подборов. Участница матча за Суперкубок Европы — 2011 (12 очков, 5 подборов, 3 передачи).
Весной 2012 года, после трёх выступлений в финальных турнирах первенства Европы, Лэйн Селуин приняла решение отказаться от выступлений за сборную Израиля.

### Статистика выступлений за сборную Израиля
| Сборная | Сезон | Место      | Чемпионат | Чемпионат | Чемпионат | Чемпионат |
| Сборная | Сезон | Место      | Игр       | Очк       | Подб      | Перед     |
| ------- | ----- | ---------- | --------- | --------- | --------- | --------- |
| Ч Е     | 2005  | Квалиф.    | 6         | 7,3       | 4,2       | 1,3       |
| Ч Е     | 2007  | Квалиф. 13 | 12 3      | 8,1 6,0   | 4,6 4,7   | 1,4 3,3   |
| Ч Е     | 2009  | Квалиф. 13 | 8 3       | 9,1 6,3   | 2,9 2,7   | 3,5 4,0   |
| Ч Е     | 2011  | Квалиф. 13 | 6 3       | 6,0 3,3   | 4,7 4,0   | 3,7 1,3   |

## Достижения
- Обладатель кубка Европы: 2011.
- Бронзовый призёр кубка Европы: 2005
- Полуфиналист кубка Европы: 2008
- Чемпион Израиля: 2007, 2008, 2009, 2010, 2011, 2015
- Серебряный призёр чемпионата Израиля: 2005, 2012
- Серебряный призёр чемпионата Турции: 2006
- Обладатель кубка Израиля: 2005, 2007, 2008, 2010, 2011